# Dana Terrace

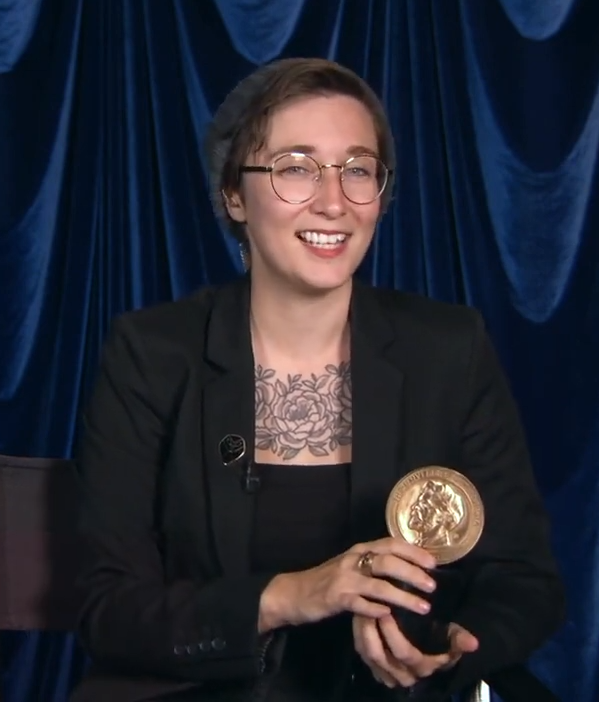
Dana Terrace erhält den Peabody Award (2021)

Dana Terrace (* 8. Dezember 1990 in Hamden, Connecticut) ist eine US-amerikanische Animatorin, Autorin, Storyboard-Künstlerin, Regisseurin, Produzentin und Synchronsprecherin. Sie ist vor allem als Schöpferin der Zeichentrickserie Willkommen im Haus der Eulen für den Disney Channel bekannt, sowie auch für den Entwurf von Folgen von Gravity Falls und die Regie bei der neuen DuckTales-Serie aus dem Jahr 2017.

## Frühes Leben und Ausbildung
Terrace wurde in Hamden, Connecticut, geboren. Sie besuchte acht Jahre lang die St. Rita School, eine örtliche katholische Schule, und interessierte sich für Maler wie John Bauer, Remedios Varo und Hieronymus Bosch. Als Kind sah sie Zeichentrickfilme wie The Powerpuff Girls, South Park und Die Simpsons, die ihre späteren Werke beeinflussten. Studio-Ghibli-Filme (insbesondere Prinzessin Mononoke), die Anime-Serie Revolutionary Girl Utena und Garfield beeinflussten sie ebenfalls. Im Jahr 2000 erstellte sie ihre erste Daumenkino-Animation, die um ein „Pikachu, das einen Glumanda mit einem Donnerschlag erschüttert“ handelte. Sie besuchte die Cooperative Arts and Humanities High School in New Haven, Connecticut.
Terrace studierte Animation an der School of Visual Arts in New York. Dort zeichnete sie etwa acht Stunden am Tag und begann, Arbeiten in ihrem Tumblr-Blog zu posten. Im April 2012, während ihres dritten Jahres bei SVA, schuf sie einen animierten Kurzfilm mit dem Titel Kickball mit der Stimme von Yotem Perel und Musik von Jeff Liu. Kickball wurde für sein Design und seine „ausdrucksstarke Bewegung“ gelobt und erhielt eine Nominierung des National Board of Review. Im folgenden Jahr arbeitete sie mit Iker Maidagan an einem kurzen Animationsfilm mit dem Titel Mirage. Maidagan übernahm das Layout und schrieb die Geschichte, während Terrace die Charaktere animierte und gestaltete. Der Film wurde als „makellos ausgeführt“ gelobt, später auf dem LA Shorts Fest gezeigt und führte dazu, dass Terrace und Maidagan einen Alumni-Stipendienpreis erhielten. Als sie damals nach Animationen gefragt wurde, sagte sie, sie liebe es und sagte, sie sei auf dem Weg, eine „richtige Filmemacherin“ zu werden und erklärte, dass sie in Zukunft weiter mit Maidagan zusammenarbeiten werde. Später beschrieb sie ihre Erfahrungen an der SVA als gemischt, obwohl sie viel von Online-Tutorials, ihren Kollegen und Kommilitonen gelernt hat.
Im Jahr 2011 war Terrace Assistent für eine Horrorkomödie von Zach Bellissimo mit dem Titel Blanderstein, ebenso wie Terraces Mitbewohner Luz Batista. Blanderstein gewann anschließend einen Dusty Award für „Herausragende traditionelle Animation und Leistung im traditionellen Zeichentrickfilm-Charakterdesign“, der an Michael Ruoccos Abschlussfilm Destiny is for the Birds anknüpft.

## Praktikum und frühes Berufsleben
Nach ihrem Abschluss an der SVA im Jahr 2013 machte sie im folgenden Sommer ein Praktikum bei JibJab, wo sie eine Person traf die in die Arbeit von Gravity Falls involviert war, die ihren Studentenfilm Mirage sah und ihr einen Storyboard-Test schickte. Dadurch erhielt sie anschließend einen Job als Storyboarder bei der Serie Gravity Falls. Wie sie es 2017 beschrieb, wurde sie zu Gravity Falls gebracht, weil den Leuten, die an der Show arbeiteten, das gefiel, was sie in ihrem Tumblr-Blog sahen. letztlich wurde sie eingestellt, weil sie bereit war, jede Art von Animation für eine bestimmte Szene zu machen. Ihre Arbeit für Gravity Falls war ihr „erster professioneller Animationsjob“, bei dem sie das Storyboard lernte, wie man mit einer Crew umgeht und eine klare Vision hat. Terrace animierte auch Sequenzen für die Show, die intern animiert wurden, da sie als zu wichtig angesehen wurden, um von externen Studios animiert zu werden. Im Jahr 2019 sagte sie, sie habe eine „wunderbare Erfahrung“ bei Gravity Falls gemacht und sagte, sie „hätte sich keinen besseren ersten Auftritt wünschen können.“ In einem Interview von 2016 erklärte sie, dass sie auf eine Rückmeldung von Steven Universe warte, weil sie ein Fan von Rebecca Sugar war, nachdem sie ihre Filme bei SVA gesehen hatte, aber sie bekam keine Antwort, also beschloss sie, stattdessen für Gravity Falls zu arbeiten. 2014 präsentierte sie sich mit Nate Swineheart auf der CTN Animation Expo und verkaufte Drucke, Skizzenbücher und andere Werke. 2018 hat sie bei 34 Seiten von Hirschs Graphic Novel Gravity Falls: Lost Legends: 4 All-New Adventures! mitgezeichnet.

## Karriere
Im Jahr 2017 führte Terrace Regie bei verschiedenen Episoden von DuckTales und machte die Figur Webby Vanderquack „dynamischer“. Terrace sagte später, sie fühle sich in dem Job nicht „künstlerisch oder emotional erfüllt“, was sie bewegte, um ihre eigene Serie zu erstellen. Obwohl sie die Serie vor ihrer Arbeit an der Show noch nie gesehen hatte, arbeitete die Produzentin der zweiten Staffel von Gravity Falls auch an DuckTales und brachte sie in die Produktion der Show mit ein. Später schrieb sie das Storyboard für die vierte Folge von Rapunzel – Die Serie, „Der Wettstreit der Mutigen“. Nach jahrelanger Arbeit an anderen Disney-Channel-Shows entwickelte Terrace Ende 2016 die Charaktere und die „Basisidee“ für eine eigene Serie und stellte diese einige Monate, nachdem sie 2017 mit der Regie von DuckTales begann, vor. Die Idee „Ein junges Mädchen geht in eine andere Welt und lernt Magie von einer älteren Hexe“, entwickelte sich später zu The Owl House. Die erste Figur, die sie schuf, war die Eulenlady, die sie auf den Frauen in ihrer Familie basierte, einschließlich ihrer Tanten, Mutter und Großmutter. Die Figur Luz Noceda ist nach ihrer Mitbewohnerin benannt. Die Serie wurde auch von Pokémon Red beeinflusst, einem Spiel, das der Vater von Dana Terrace, Thomas Terrace, ein Anwalt in Hamden, Connecticut, gab, bevor er starb, als sie 11 Jahre alt war. Terrace sagte, sie sei motiviert, The Owl House zu schaffen, um zu beweisen, dass es eine gute Geschichte sei, und gab ihm den aktuellen Namen wegen der „Mystik um Eulen“. Sie sagte später, dass es zwar einige Informationen für Fans gibt, die tiefer in die Show eintauchen wollen, wie Codes und Chiffren so wie in Gravity Falls, aber dass es dennoch Möglich ist, „die Show so zu genießen, wie sie ist“, ohne sich in die versteckten Botschaften der Show einzuarbeiten. Willkommen im Haus der Eulen begann am 23. Februar 2018 mit der Entwicklung, als es neben Amphibia grünes Licht erhielt, und wurde am 10. Januar 2020 auf dem Disney Channel in den USA uraufgeführt. Der Serie wurde am 21. November 2019 eine zweite Staffel genehmigt. Im selben Jahr illustrierte Terrace ein alternatives Cover für Ausgabe 4 von Adventure Time with Fionna and Cake: Card Wars, a BOOM! Studios, eine sechs Ausgaben umfassende Miniserie mit Fionna und Cake, den geschlechtsgetauschten Versionen von Finn und Jake. Terrace lieferte auch Gastanimationen für die Episode von Adventure Time mit dem Titel „Bad Timing“. Ein paar Jahre später kritisierte Terrace die Absetzung von The Venture Bros. durch Adult Swim. Im Jahr 2021 enthüllte der Regisseur von The Mitchells vs. the Machines Mike Rianda, dass Terrace ein Storyboard-Autor für den Film gewesen war. Im selben Jahr lieferte Terrace grobe Animationen für die Folgen der zweiten Staffel von Willkommen im Haus der Eulen, Keeping Up A-fear-ances, Hunting Palismen und Eclipse Lake.
2023 gab Terrace auf ihrem Instagram-Profil bekannt, Disney verlassen zu haben.

## Privates und Persönliche Einstellungen
Terrace outete sich 2017 als bisexuell und stützte sich auf ihre Erfahrungen, um ihre Serie Willkommen im Haus der Eulen und die bisexuelle Figur Luz Noceda zu kreieren. Terrace hat mehrfach erwähnt, dass sie sich für Luz Noceda von sich selbst inspirieren lässt. Von 2015 bis irgendwann vor April 2022 war Terrace in einer Beziehung mit Alex Hirsch, dem Schöpfer von Gravity Falls. Im Jahr 2018 unterzeichnete Terrace eine Petition zur Unterstützung der Lohngerechtigkeit in der Animationsbranche. Im Jahr 2022 schloss sie sich anderen Animatoren bei Disney an, die Bob Chapeks Weigerung kritisierten, einen Kommentar zu HB 1557 abzugeben, das oft als „Don't Say Gay“-Gesetz bezeichnet wird. Sie behauptete auch, dass Chapeks Brief an die Mitarbeiter „blumige und einfühlende Worte waren, um Sie zum Schweigen zu bringen“.

## Filmografie
Film
- 2011: Blanderstein (als Assistentin)
- 2012: Nym
- 2012: Kickball (als Animatorin, Designerin, Co-Regie und Koproduzentin)
- 2013: Harvest Season
- 2014: Mirage (als Animatorin, Designerin, Co-Regie und Koproduzentin)
- 2021: Die Mitchells gegen die Maschinen (als Zeichnerin)

Fernsehen
- 2014–2016: Willkommen in Gravity Falls (als Zeichnerin und Animatorin)
- 2017: Rapunzel – Die Serie (als Zeichnerin)
- 2017–2018: DuckTales (als Regisseurin bei sechs Episoden und zusätzliche Animatorin)
- 2020–2023: Willkommen im Haus der Eulen (als zusätzliche Synchronstimmen von Tinella Nosa, King und Severine, als Animatorin und als Schöpferin der Serie)
- 2022: Disney Amphibia